# Gladiolus pungens
Gladiolus pungens là một loài thực vật có hoa trong họ Diên vĩ. Loài này được P.A.Duvign. & Van Bockstal ex S.Córdova miêu tả khoa học đầu tiên năm 1990.